# Peter Ackroyd
Peter Ackroyd CBE (født 5. oktober 1949) er en britisk forfatter biograf og litteraturkritiker, der er kendt for sit omfattende forfatterskab og sin dybtgående forskning i britisk historie, kultur og litteratur.
Ackroyd har skrevet en bred vifte af værker, der spænder over forskellige genrer og emner. Han er særlig kendt for sine biografier, hvor han dykker ned i livet og arbejdet hos bemærkelsesværdige personligheder fra forskellige tidsepoker. Nogle af hans mest kendte biografier inkluderer "Dickens" (1990), som er en omfattende udforskning af den engelske forfatter Charles Dickens' liv og værker, og "London: The Biography" (2000), der er en episk fortælling om Londons historie fra oldtiden og frem til moderne tid.
Udover sine biografier har Ackroyd også skrevet en række romaner, digtsamlinger, skuespil og litteraturkritik. Han har en unik stil, der kombinerer historisk nøjagtighed med fiktive elementer og ofte udforsker temaer som identitet, tid og sted. Hans værker er blevet rost for deres indgående forskning og sans for detaljer samt deres evne til at skabe atmosfæriske og levende portrætter af historiske perioder og steder.
Peter Ackroyd har modtaget flere priser og anerkendelser for sit forfatterskab, herunder Somerset Maugham Award, Whitbread Book Awards og James Tait Black Memorial Prize. Han er en anset skikkelse inden for britisk litteratur og en autoritet på området britisk historie og kultur.
I alt kan man sige, at Peter Ackroyd er en dygtig forfatter og historiker, der formår at bringe fortiden til live gennem sine omfattende undersøgelser og levende skrivestil.

## Udvalgt bibliografi

### Romaner
- Hawksmoor (1985)
- Chatterton (1987)
- The House of Doctor Dee (1993)
- Dan Leno and the Limehouse Golem (1994)
- The Fall of Troy (2006)

### Andet
- T.S. Eliot: A Life (1984, biografi)
- The Life of Thomas More (1988, biografi)
- Blake (1996, biografi)
- London: The Biography (2000, om byen)
- Thames: Sacred River (2007, om floden)